# Windsor (Missouri)
Windsor è un comune degli Stati Uniti d'America, situato nello Stato del Missouri, diviso tra la contea di Henry e la contea di Pettis.